# Comté de Washington (Pennsylvanie)
Pour les articles homonymes, voir Comté de Washington.
Le comté de Washington est un comté de l'État de Pennsylvanie.

## Démographie
| Groupe            | Comté de Washington | Pennsylvanie | États-Unis |
| ----------------- | ------------------- | ------------ | ---------- |
| Blancs            | 89,3                | 73,5         | 58         |
| Latino-Américains | 2                   | 8,1          | 19         |
| Afro-Américains   | 3,3                 | 10,5         | 12,1       |
| Asiatiques        | 1                   | 3,4          | 6,2        |
| Métis             | 4                   | 3,3          | 4,1        |
| Autres            | 0,3                 | 0,4          | 0,5        |
| Amérindiens       | 0,1                 | 0,1          | 0,9        |
| Océano-américains | 0,03                | 0,02         | 0,2        |
| Total             | 100                 | 100          | 100        |

## Personnalités liées au comté
Le producteur Donald Bellisario y est né.